# Карл I (Пфалц-Цвайбрюкен-Биркенфелд)
Вижте пояснителната страница за други личности с името Карл I.
Карл I фон Пфалц-Цвайбрюкен-Биркенфелд (на немски: Karl I von Pfalz-Zweibrücken-Birkenfeld; * 4 септември 1560, Нойбург; † 16 декември 1600, Биркенфелд) от фамилията Вителсбахи, е пфалцграф при Рейн, херцог в Бавария, граф на Велденц и Спонхайм и от 1569 г. пфалцграф и херцог на Пфалц-Цвайбрюкен-Биркенфелд.

## Живот
Той е петият син на Волфганг (1526 – 1569), пфалцграф и херцог на Пфалц-Цвайбрюкен и Пфалц-Нойбург, и съпругата му принцеса Анна фон Хесен (1529 – 1591), дъщеря на ландграф Филип I от Хесен (1501 – 1567).
Карл е смятан за учен, създава в дворец Биркенфелд една значима библиотека. За раждането на наследствения му принц той издава монета. Като основател на вителсбахската линия Цвайбрюкен-Биркенфелд той става прародител на баварската кралска фамилия.
Карл умира в дворец Биркенфелд и е погребан в дворцовата евангелийска църква Майзенхайм. Понеже синовете му са малолетни при смъртта му, неговите братя Филип Лудвиг и Йохан поемат регентството.

## Фамилия
Карл I се жени на 23 февруари 1586 г. в Целе за принцеса Доротея фон Брауншвайг-Люнебург (1570 – 1649), дъщеря на херцог Вилхелм фон Брауншвайг-Люнебург и принцеса Доротея Датска. Двамата имат децата:
- Георг Вилхелм (1591 – 1669), пфалцграф и херцог на Цвайбрюкен-Биркенфелд
- София (1593 – 1676)

∞ 1615 граф Крафт VII фон Хоенлое-Нойенщайн (1582 – 1641)
- Фридрих (1594 – 1626), домхер в Страсбург
- Христиан I (1598 – 1654), пфалцграф и херцог на Бишвайлер в Елзас